# Melissa Chen
Melissa Chen (nacida en 1985) es una periodista y activista de Singapur. Es editora y colaboradora de Spectator USA y cofundadora de Ideas Beyond Borders. Reside en los Estados Unidos.

## Biografía
Chen nació en Singapur, donde se crio en un hogar conservador. Chen emigró a los Estados Unidos a los 17 años, viviendo en Boston. Estudió en la Universidad de Boston . Más tarde se convirtió en periodista. Chen ha declarado que su decisión de residir en Estados Unidos se debe a la libertad de prensa e ideas del país.
Chen saltó a la fama cuando se convirtió en una firme defensora de Amos Yee, un estudiante de Singapur que había sido arrestado y encarcelado por publicar materiales (que representaban al padre fundador de Singapur, Lee Kuan Yew, de manera negativa, y también criticaban el cristianismo y el islam) que el gobierno de Singapur consideró insultante. Chen ayudó a Yee cuando este último huyó a los Estados Unidos y solicitó asilo político. Yee cortó los lazos con Chen en 2017. Más tarde, Chen pidió que se deportara a Yee después de que expresara opiniones a favor de la pedofilia y creara contenido a favor de la pedofilia.
En 2017, Chen cofundó Ideas Beyond Borders con Faisal Saeed Al Mutar, un defensor iraquí de la libertad de expresión. La fundación se enfoca en traducir obras escritas en inglés al árabe; la mayoría de las obras traducidas son libros que se consideran controvertidos (a menudo hasta el punto de ser prohibidos de facto o de jure ) en el mundo árabe, como Nineteen Eighty-Four de George Orwell y obras de Thomas Paine. Chen se desempeña como director gerente de la organización.

### Puntos de vista
Chen critica el historial de derechos humanos de China, la restricción de la libertad de expresión y la política exterior. También critica las restricciones a la libertad de expresión en su Singapur natal.
Durante la pandemia de COVID-19, Chen pidió el cierre de los mercados húmedos chinos, por la consumición de animales exóticos y falta de higiene de estos. Un artículo que Chen escribió para The Spectator USA sobre la necesidad de cerrar los mercados húmedos chinos fue criticado en Singapur por usar una imagen de un mercado húmedo en Singapur, aunque Chen luego aclaró que la imagen utilizada fue elegida por un editor y no por ella misma, y que su artículo no criticaba los mercados húmedos en Singapur.
Una entrevista de Reason.com entre Chen, Nick Gillespie y Reagan Taylor se tituló "Melissa Chen sobre la lucha contra el "wokeness"  y el radicalismo en el extranjero", donde la descripción afirmaba: "La periodista y activista dice que las políticas de identidad están destruyendo los medios, la educación superior y Hollywood".
Chen es editora y colaboradora de The Spectator, una revista políticamente conservadora.